# Rolls-Royce Falcon
Роллс-Ройс Фолкон (англ. Falcon — сокол) — британский авиационный двигатель, разработанный в 1915 году. Представлял собой уменьшенную версию Eagle — 12-цилиндровый V-образный двигатель жидкостного охлаждения объёмом 14,2 л. Устанавливался на многие британские самолёты периода Первой мировой войны и выпускался до 1927 года. Конструктором двигателя был Р.В. Харви-Бейли
Единственный экземпляр, сохранившийся в рабочем состоянии до наших дней, установлен на истребителе Bristol F.2 из Музея Шаттлворта, который летает во время летних показов исторической авиатехники.

## Разработка и развитие
Производство Falcon началось в сентябре 1916 года. Двигатель оказался настолько успешным, что лицензия на его выпуск была куплена компанией Straker-Squire в Бристоле. Производство продолжалось до 1927 года; всего было построено 2185 двигателей.
Необычной особенностью двигателя был планетарный редуктор, в конструкцию которого было включено сцепление, ограничивающее максимальный крутящий момент и защищающее шестерни от разрушения.
Среди самолётов, на которых устанавливался Falcon, наиболее известны истребитель Bristol F.2 и торпедоносец Blackburn Kangaroo.

## Варианты
Falcon I (Rolls-Royce 190 hp Mk I)
(1916-17 гг.), 230 л.с., построено 250 двигателей правого и левого вращения.
Falcon II (Rolls-Royce 190 hp Mk II)
(1917), 253 л.с., увеличены размеры карбюратора. Построено 250 штук.
Falcon III (Rolls-Royce 190 hp Mk III)
(1917-1927), 285 л.с., степень сжатия увеличена до 5,3:1, вместо двух карбюраторов установлено 4 Rolls-Royce/Claudel-Hobson. Построено 1685 штук.

## Применение
По данным Guttery и Lumsden:
- Armstrong Whitworth F.K.12
- Avro 523C Pike
- Avro 529
- Blackburn G.P. Seaplane
- Blackburn Kangaroo
- Blackburn Sprat
- Bristol Type 12 F.2A
- Bristol Type 27 F.2B Coupe
- Bristol F.2 Fighter
- Bristol Type 86 Greek Tourer
- Bristol Type 96
- Curtiss H-12
- de Havilland DH.37
- Fairey F.2
- Fairey N.9
- Martinsyde F.3
- Martinsyde R.G
- Martinsyde Buzzard
- Parnall Perch
- Royal Aircraft Factory F.E.2
- Royal Aircraft Factory R.E.7
- Vickers F.B.14
- Vickers Viking
- Vickers Vendace
- Vickers Vedette
- Westland Limousine
- Westland Wizard

## Сохранившиеся экземпляры
- Истребитель Bristol F.2B с номером D-8096 в коллекции Музея Шаттлворта[англ.] с двигателем Falcon III. Выполняет регулярные демонстрационные полёты в летние месяцы[6].
- Falcon III в публичной экспозиции Музея Шаттлворта[англ.] в Бедфордшире.

## Спецификация (Falcon III)

### Основные характеристики
- Тип: 12-цилиндровый V-образный
 жидкостного охлаждения
- Диаметр цилиндра: 101,6 мм
- Ход поршня: 146 мм
- Объём двигателя: 14,2 л
- Длина: 1727 мм
- Ширина: 1024 мм
- Высота: 945 мм
- Сухой вес: 324 кг

### Особенности функционирования
- Клапаны: верхнеклапанный (SOHC), 2 клапана на цилиндр
- Топливная система: 4 карбюратора Rolls-Royce/Claudel-Hobson[англ.]
- Тип топлива: бензин с октановым числом 40-50
- Система смазки: циркуляционная («сухой картер»)
- Система охлаждения: жидкостная

### Производительность
- Выходная мощность: 288 л.с. (215 кВт) при 2300 об/мин на уровне моря
- Удельная мощность: 20,3 л.с./л (15,1 кВт/л)
- Степень сжатия: 5,3:1
- Расход топлива: 84 л/ч
- Расход масла: 3,4 л/ч
- Удельная мощность по весу: 0,89 л.с./кг (0,66 кВт/кг)